# Сент-Илер-дю-Аркуэ (кантон)
Сент-Илер-дю-Аркуэ (фр. Saint-Hilaire-du-Harcouët) — кантон во Франции, находится в регионе Нормандия, департамент Манш. Входит в состав округа Авранш.

## История
До 2015 года в состав кантона входили коммуны Вире, Лапанти, Ле-Лож-Марши, Ле-Менийяр, Марнтиньи, Мийи, Мулин, Париньи, Сен-Брис-де-Ландель, Сен-Мартен-де-Ландель, Сент-Илер-дю-Аркуэ и Шеврвиль.
В результате реформы 2015 года  состав кантона был изменен. В него были включены упраздненный кантон Сен-Жам и отдельные коммуны упраздненного кантона Тейоль.
С 1 января 2016 года состав кантона изменился: коммуны Бюэ и Сен-Симфорьен-де-Мон образовали новую коммуну Бюэ-ле-Мон; коммуны Марнтиньи, Мийи, Париньи и Шеврвиль — новую коммуну Гранпариньи; коммуны Вире и Сен-Мартен-де-Ландель вошли в состав коммуны Сент-Илер-дю-Аркуэ.
С 1 января 2017 года состав кантона снова изменился: коммуны Аргуж, Вергонсе, Вилье-ле-Пре, Карне, Ла-Круа-Авраншен и Монтанель вошли в состав коммуны Сен-Жам.

## Состав кантона с 1 января 2017 года
В состав кантона входят коммуны (население по данным Национального института статистики за 2018 г.):
- Амлен (89 чел.)
- Бюэ-ле-Мон (617 чел.)
- Гранпариньи (2 659 чел.)
- Лапанти (367 чел.)
- Ле-Лож-Марши (1 002 чел.)
- Ле-Менийяр (249 чел.)
- Монжуа-Сен-Мартен (237 чел.)
- Мулин (288 чел.)
- Савиньи-ле-Вьё (438 чел.)
- Сен-Брис-де-Ландель (676 чел.)
- Сен-Жам (4 902 чел.)
- Сен-Лоран-де-Террегат (647 чел.)
- Сен-Сенье-де-Бёврон (356 чел.)
- Сент-Илер-дю-Аркуэ (5 932 чел.)
- Сент-Обен-де-Террегат (672 чел.)

## Политика
На президентских выборах 2022 г. жители кантона отдали в 1-м туре Эмманюэлю Макрону 35,4 % голосов против 26,7 % у Марин Ле Пен и 12,6 % у Жана-Люка Меланшона; во 2-м туре в кантоне победил Макрон, получивший 57,7 % голосов. (2017 год. 1 тур: Франсуа Фийон – 27,2 %, Марин Ле Пен – 22,1 %, Эмманюэль Макрон – 21,0 %, Жан-Люк Меланшон – 12,8 %; 2 тур: Макрон – 64,4 %. 2012 год. 1 тур: Николя Саркози — 36,3 %, Франсуа Олланд — 19,4 %, Марин Ле Пен — 16,9 %; 2 тур: Саркози — 61,1 %).
С 2015 года кантон в Совете департамента Манш представляют мэр коммуны Сент-Илер-дю-Аркуэ Жаки Буве (Jacky Bouvet) (Разные правые) и экс-мэр коммуны Сен-Жам Карин Грассе-Майё (Carine Grasset-Mahieu) (Республиканцы). 
|                | Кандидаты                   | Партия                   | Первый тур | Первый тур     | Второй тур | Второй тур |
| Кол-во голосов | Кандидаты                   | Партия                   | % голосов  | Кол-во голосов | % голосов  |            |
| -------------- | --------------------------- | ------------------------ | ---------- | -------------- | ---------- | ---------- |
|                | Жаки Буве Карин Грассе-Майё | Разные правые            | 2 356      | 49,53          | 2 650      | 53,22      |
|                | Бертран Од Марилен Эврар    | Разные центристы         | 1 853      | 38,95          | 2 329      | 46,78      |
|                | Жильбер Альблен Карен Бугон | Национальное объединение | 548        | 11,52          |            |            |

|                | Кандидаты                    | Партия             | Первый тур | Первый тур |
| Кол-во голосов | Кандидаты                    | Партия             | % голосов  |            |
| -------------- | ---------------------------- | ------------------ | ---------- | ---------- |
|                | Жаки Буве Карин Майё         | Разные правые      | 5 146      | 72,88      |
|                | Жерар Лен Вьеслава Паздерска | Национальный фронт | 1 915      | 27,12      |